# Ellar Coltrane
Ellar Coltrane, né Ellar Coltrane Salmon le 27 août 1994 à Austin (Texas), est un acteur américain.

## Biographie
De 2002 à 2013, pendant 12 ans, il prend part au film de Richard Linklater, Boyhood. Coltrane et les autres membres du casting ont été filmés pendant douze jours chaque année, pour assembler un film racontant la vie d'un garçon et de ses proches alors que le temps passe,,.

## Filmographie
- 2002 : Lone Star State of Mind de David Semel : Earl (jeune)
- 2005 : Faith & Bullets de Kingsly Martin : Thomas Chaney Jr
- 2006 : Fast Food Nation de Richard Linklater : Jay Anderson
- 2009 : Hallettsville de Andrew Pozza : Tyler (jeune)
- 2014 : Boyhood de Richard Linklater : Mason Jr
- 2017 : The Circle de James Ponsoldt : Mercer
- 2018 : The Man Who Killed Hitler and Then The Bigfoot de Robert D. Krzykowski : The Clerk

## Récompenses
- Washington D.C. Area Film Critics Association Awards 2014 : Meilleur espoir pour Boyhood